# 黑镰嘴风鸟
黑镰嘴风鸟（Epimachus fastosus）是新几内亚半山森林的大极乐鸟。
镰嘴风鸟的饮食主要包括水果与节肢动物。此种雄性是多配偶制，雄鸟用胸羽举过头以进行卧式求偶表态。
在荒野中，此鸟与黑蓝长尾风鸟杂交创造的后代曾经被认为是两个不同的物种，埃利奥特镰嘴风鸟（Epimachus ellioti）与星彩蓝宝石镰嘴风鸟（Astrapimachus astrapioides）。大多数主流鸟类学家一般认为这两种为杂交种，但少数鸟类学家相信埃利奥特可能是有效的物种。
由于栖息地不断丧失、种群小、一些地区为食用与尾羽而捕猎，黑镰嘴风鸟在受威胁物种的IUCN红色名录中被分类为易危。它被列于CITES附录。

## 描述
雄鸟全身有黑色的羽毛，其中点缀着斑斓闪耀的绿色、蓝色、紫色的鳞片状羽毛，红色虹膜，亮黄色的嘴，长而弯曲的黑喙，巨大的佩剑状的尾巴，可立起的扇状羽毛在它的胸部两侧。雌鸟比雄鸟小，有红褐色的羽毛，棕色虹膜花，米色在下。长可达一百一十厘米，雄黑镰嘴风鸟是最长的极乐鸟，虽然卷冠辉极乐鸟有更大的躯干。

## 亚种
- Epimachus fastosus atratus
- Epimachus fastosus fastuosus
- Epimachus fastosus stresemanni
- Epimachus fastosus ultimus